# Playa de las Américas
Playa de las Américas, kurz Las Américas, ist ein als Feriensiedlung angelegter Küstenort auf der Kanareninsel Teneriffa, der von der Gemeinde Arona verwaltet wird. Er liegt etwa 78 Straßenkilometer von der Provinzhauptstadt Santa Cruz de Tenerife entfernt im Südwesten der Insel. Playa de las Américas bildet zusammen mit den übergangslos angrenzenden Orten Los Cristianos, Costa Adeje, Torviscas, Playa de Fañabé und La Caleta eines der bedeutendsten Tourismuszentren Spaniens mit einer Beherbergungskapazität für mehr als 100.000 Gäste (Stand: 2008). Im Jahr 2011 waren beim staatlichen spanischen Statistikinstitut (INE) 4.092 Personen mit Hauptwohnsitz in Playa de las Américas gemeldet.

## Geschichte

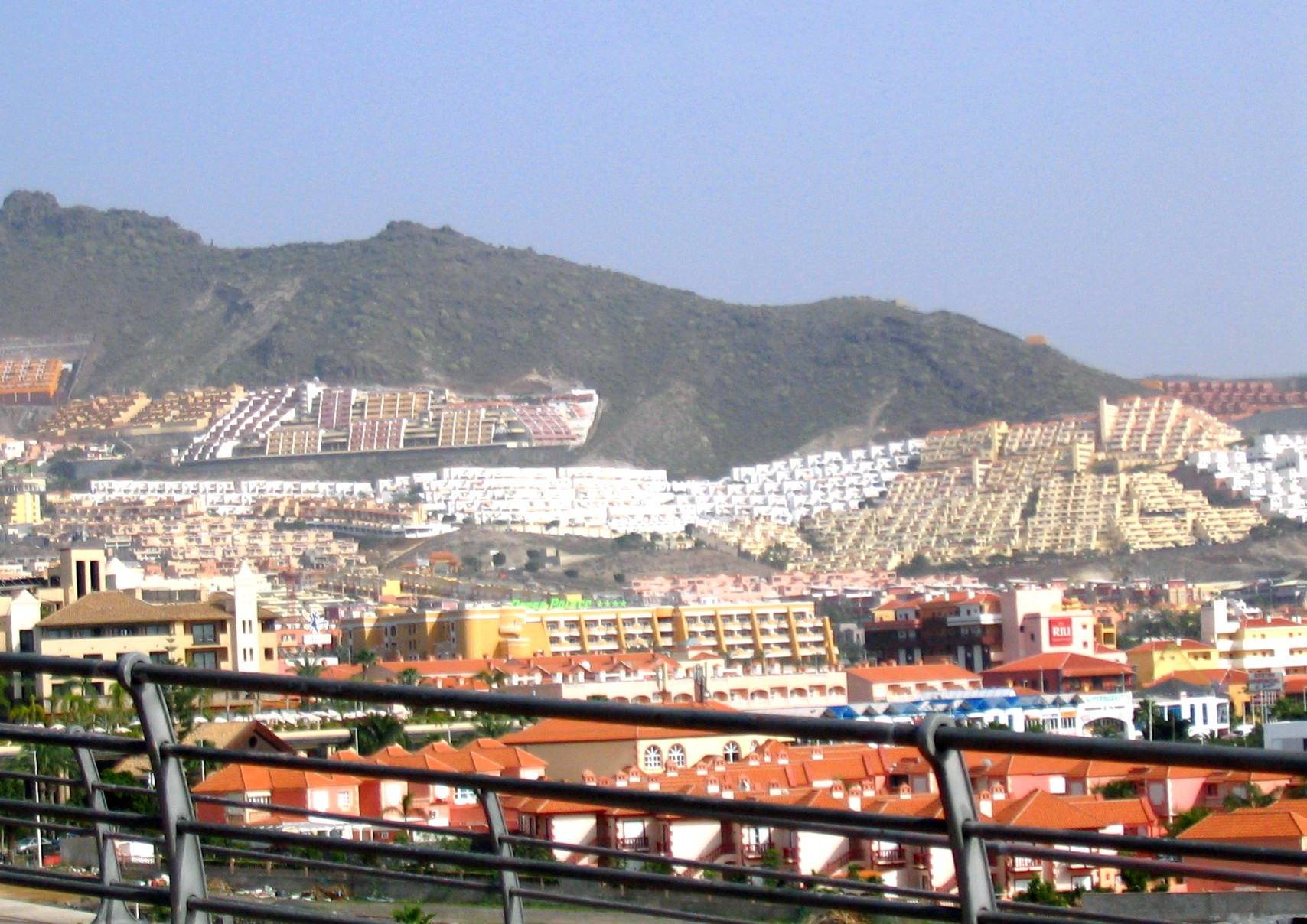
Blick auf Hotel- und Appartementanlagen

Die Geschichte von Playa de las Américas als Tourismusdestination reicht bis in die 1950er-Jahre zurück, als immer mehr skandinavische Gäste aus gesundheitlichen Gründen die Südwestküste Teneriffas besuchten. Der Schwede Bengt Rylander, der an multipler Sklerose litt und sich von dem milden Klima eine Linderung seines Leidens erhoffte, hatte ebenso wie sein rheumakranker Landsmann Olle Ryding in dem damals noch kleinen und unbedeutenden Fischerdorf Los Cristianos Unterkunft gefunden. Beide Männer beklagten, dass es in der Nähe keine therapeutischen Betreuungsmöglichkeiten gab. Sie konnten sowohl die spanischen als auch die schwedischen Behörden von der Notwendigkeit solcher Einrichtungen überzeugen, so dass im Jahr 1965, nach drei Jahren Bauzeit, das Centro de Rehabilitación Ramón y Cajal (deutsch: Rehabilitationszentrum Ramón y Cajal; heute: Clinica Vintersol), eröffnet werden konnte.

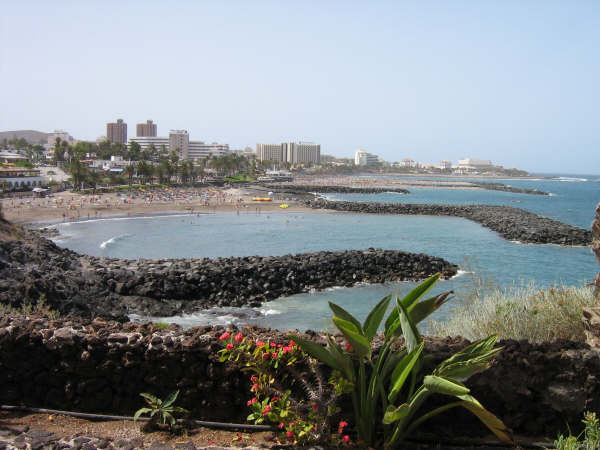
Blick über einen Strandabschnitt auf Hotelhochhäuser

1966 wurde von den Gemeinden Adeje und Arona der Beschluss gefasst, an der Küste nördlich von Los Cristianos einen kleinen Ferienort zu schaffen, der von beiden Gebietskörperschaften gemeinsam verwaltet werden sollte. Lediglich der Norden Teneriffas, und dort vor allem Puerto de la Cruz, war damals touristisch gut erschlossen und verfügte über rund 23.000 Betten. Der Tourismusboom Ende der 1960er- und Anfang der 1970er-Jahre und die dadurch ausgelösten Bauspekulationen führten jedoch in Playa de las Américas zu einer weitaus schnelleren Entwicklung, als von den Gemeinderäten vorhergesehen. Die Bettenkapazität von Puerto de la Cruz wurde bereits Anfang der 1970er-Jahre überholt. Die Inbetriebnahme des Südflughafens Reina Sofia (1978) und der Ausbau der Südautobahn TF-1 bis Arona und Adeje am Ende des 20. Jahrhunderts sorgten für weitere Wachstumsschübe. So war bis 1999 zwischen Los Cristianos und La Caleta eine rund 16 Kilometer lange Touristenstadt entstanden.

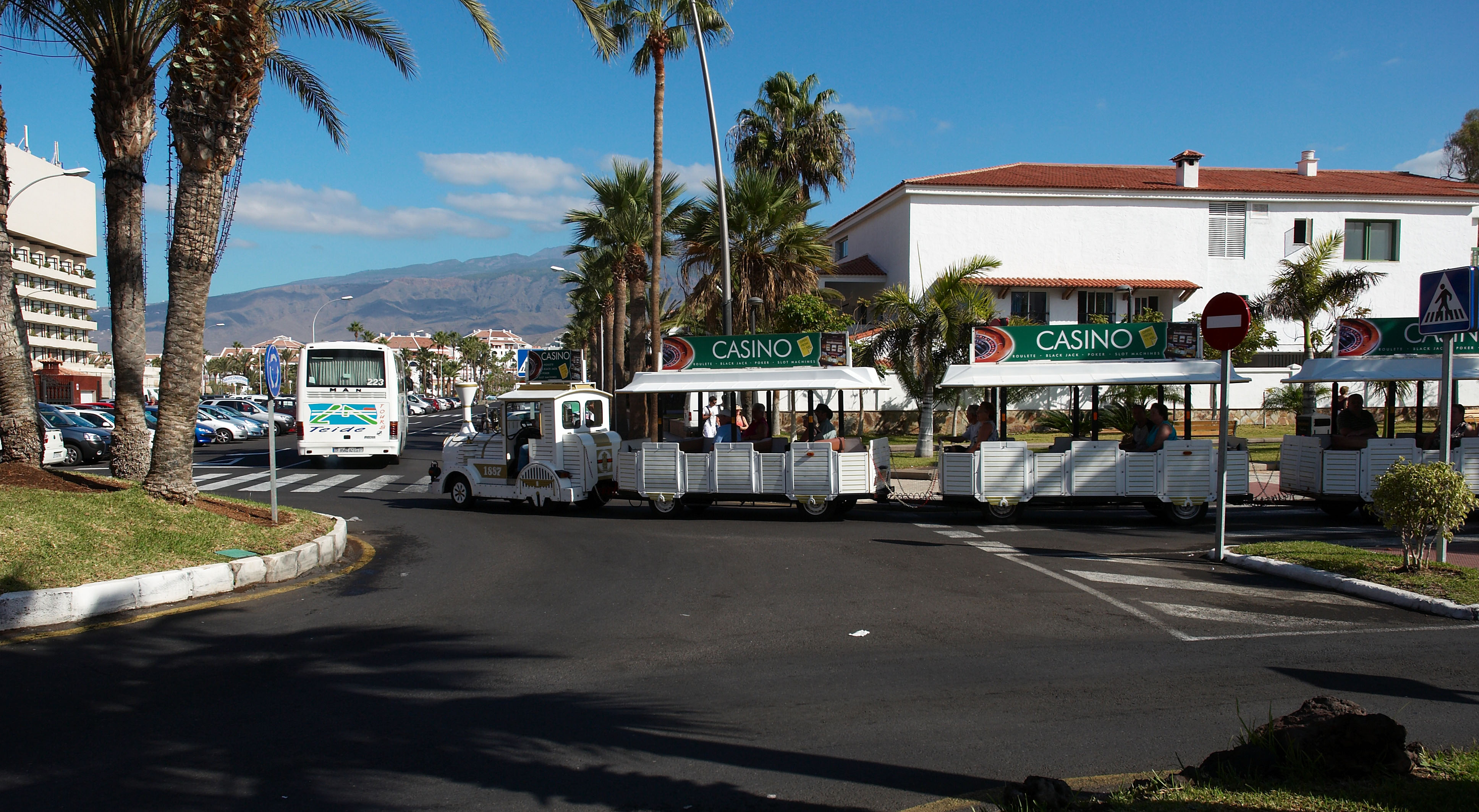
Straßenkreuzung mit Reisebus und Mini-Train

Aus administrativer Sicht wurde 1999 eine Neuaufteilung des bis dahin von Arona und Adeje gemeinsam verwalteten Ortes vorgenommen. Während der etwas ältere Teil von Playa de las Américas in die Verantwortung von Arona gegeben wurde, übernahm die Gemeinde Adeje die Verwaltung des aus Las Américas hervorgegangenen Ortsteils Costa Adeje.

## Wirtschaft und Verkehr

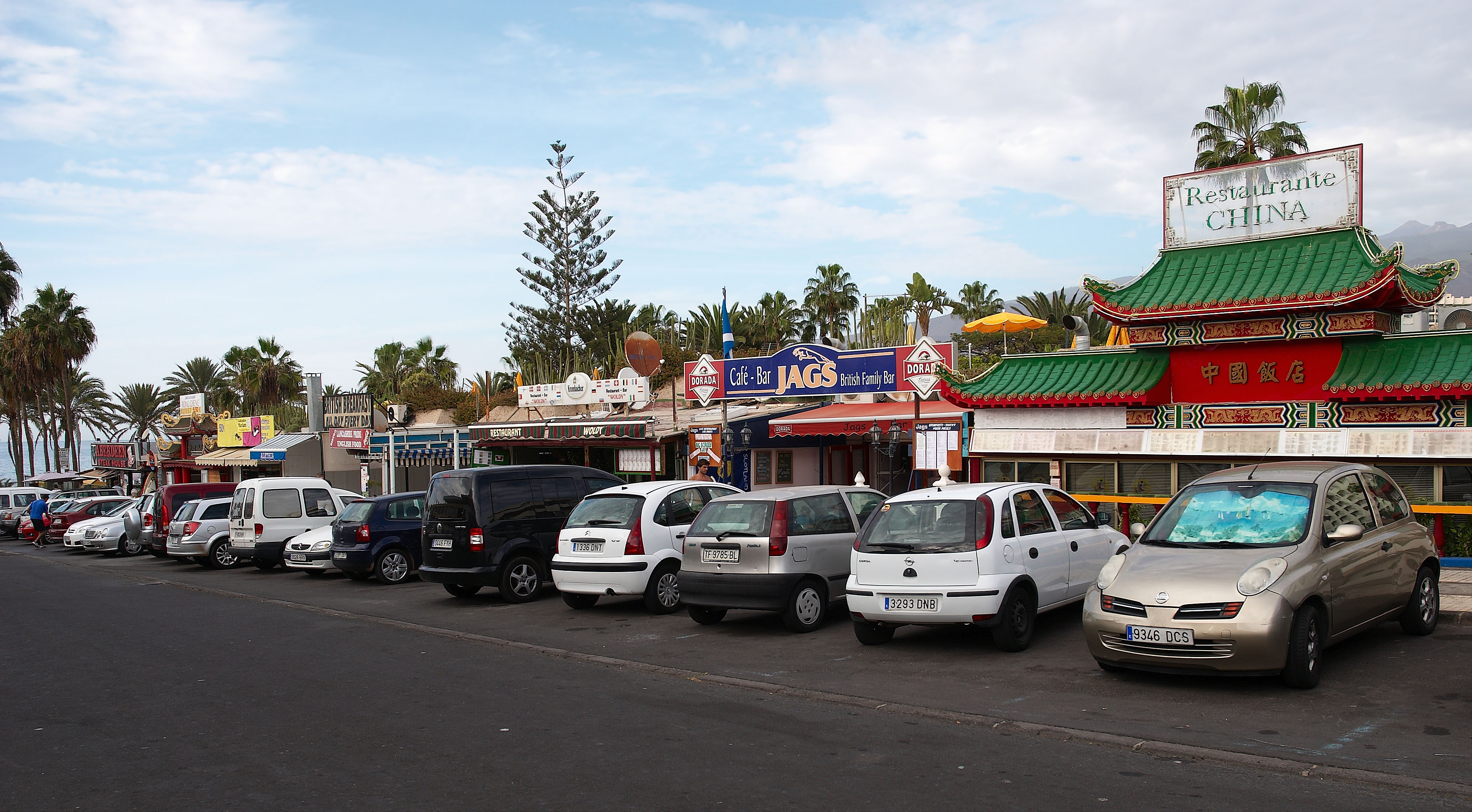
Eine typische Restaurantmeile

Playa de las Américas gilt als eine der wichtigsten Tourismusdestinationen der Kanarischen Inseln und Spaniens. Dementsprechend ist die Wirtschaft und die Infrastruktur des Ortes vor allem auf die Bedürfnisse der Urlauber ausgelegt. Wichtige Arbeitgeber sind die Beherbergungs- und Gastronomiebetriebe. Das Ortsbild ist geprägt von den zahlreichen Hotels, Restaurants, Ladengeschäften für Urlaubs- und Strandbedarf, Autovermietungen, Reisebüros und ähnlichem. Playa de las Américas verfügt über ein gut ausgebautes Netz von öffentlichen Nahverkehrsbussen. Ein weiteres häufig genutztes Transportmittel sind die zahlreichen Taxis. Durch städtebauliche Maßnahmen im ersten Jahrzehnt des 21. Jahrhunderts konnte ein großer Teil des Güter- und Personenverkehrs auf Straßen außerhalb der am dichtesten bebauten Ortsteile verlegt werden. An Stelle einiger Straßen wurden großzügige Fußgängerzonen mit entsprechender Begrünung angelegt.

## Aktivitäten und Freizeitmöglichkeiten
Playa de las Américas ist nicht nur bekannt für seine Strände und lebhafte Atmosphäre, sondern auch für ein breites Angebot an Outdoor-Aktivitäten. Besucher können online oder vor Ort beispielsweise Jet-Ski-Touren, Flying-Fish-Fahrten oder Kajak-Safaris entlang der Küste buchen.